# マクロポア
マクロポア（macropore）は、植物の根の跡やミミズなどの移動した跡など、植物や動物によって形成された土中の大きな間隙である。水や空気の通り道として機能する。